# Фантастика Польщі

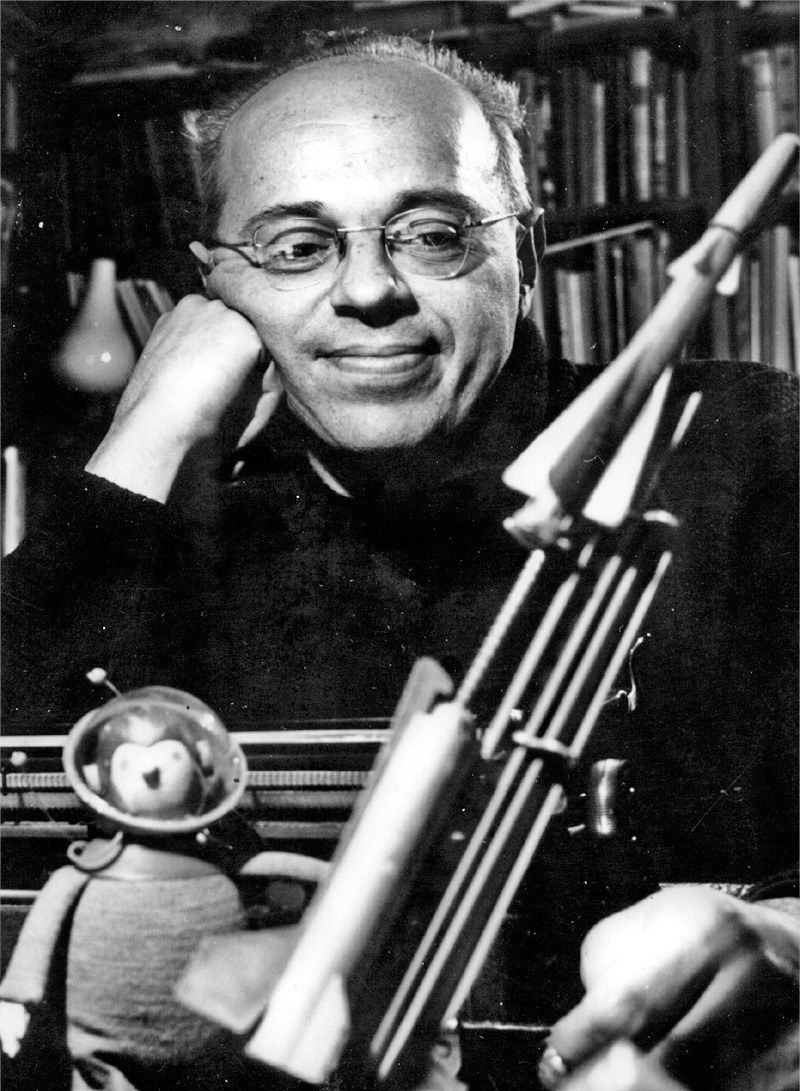
Станіслав Лем, найвідоміший польський письменник-фантаст

Наукова фантастика та фентезі в Польщі бере свій початок з кінця XVIII століття. В останні роки Польської Народної Республіки дуже популярним жанром наукової фантастики була соціальна фантастика. Пізніше набули популярності багато інших жанрів.
У Польщі багато письменників-фантастів. У міжнародному масштабі найвідомішим польським письменником-фантастом є покійний Станіслав Лем. Як і всюди, польська наукова фантастика тісно пов'язана з жанрами фентезі, жахів та іншими.
Хоча багато англомовних письменників перекладено польською, польськомовної наукової фантастики (або фентезі) перекладено іншими мовами порівняно мало.

## Історія
Наукова фантастика в Польщі почалася наприкінці XVIII століття в епоху Просвітництва в Речі Посполитій, коли Міхал Димітр Краєвський написав роман про пригоди поляка на Місяці. «Войцеха Здаржинського» слід сприймати як зразковий протофантастичний роман польською мовою, оскільки в ньому йдеться про подорож на Місяць на повітряній кулі, а сама авантюра детально окреслена і логічно аргументована. Хоча відкриття утопічної держави ідиліків (польською Sielanie, від sielanka — «ідилія») на Місяці слугує тут лише прикриттям для обговорення соціальних, політичних та освітніх питань, інтерес Краєвського до цієї теми та його рішучість створити правдоподібне ґрунтувалися на його наукових знаннях та уяві.
Польські письменники початку XIX століття не виявляли особливого інтересу до наукового як рушія достовірної екстраполяції, хоча топос польоту на повітряній кулі на Місяць широко і охоче використовувався; але ця подорож зазвичай функціонувала як початок фантастичної мандрівки до далеких і екзотичних місць, у яких можна було б комфортно викривати вади суспільства, у манері, характерній для протофантастики. Перше більш науково орієнтоване трактування подорожі на Місяць можна ідентифікувати набагато пізніше, як «Podróż po Księżycu odbyta przez Serafina Bolińskiego» («Подорож на Місяць, здійснена Серафіном Болінським») (1858) Теодора Тріпліна (1812—1881). Хоча подорож його героя відбувається через гіпнотичний сон, а місячні суспільства все ще слугують сатиричним дзеркалом земних, історична цінність роману Тріпліна полягає в підході до науки, який практично відсутній у його посткраєвських попередників. Вступ до роману детально описує стан досліджень Місяця і, здається, задуманий для того, щоб науково узаконити можливість існування там життя і цивілізації, тоді як пригоди головного героя час від часу переплітаються з екстраполяційними пасажами, в яких представлені нові технологічні винаходи, зокрема годинник, що розмовляє, довгасті повітряні кулі і нові телекомунікаційні пристрої.
У середині XIX століття, в епоху романтизму в Польщі, Адам Міцкевич, якого багато хто вважав найкращим поетом Польщі, заклав підвалини жанру. Його першою фантастичною роботою була збірка поезій «Ballady i romanse» (Балади та романси) (збірка 1822 року), яка цікава насамперед тим, що в них приймається повне співіснування «цього світу» та «потойбічного» — тобто, що реальність має більше, ніж один рівень. Так, Духи можуть повертатися, щоб давати моральні уроки живим, люди можуть зазнавати дивних перетворень, правосуддя може здійснюватися безпосередньо Богами тощо. Він також працював над науково-фантастичним романом «Історія майбутнього», схожим на Верна, але так і не опублікував його (лише залишив кілька фрагментів).
Важливою в контексті фентезі є тричастинна віршована драма Міцкевича «Дзяди» («Предки» або «Вечір предків» — Дзяди — білоруський обряд поклоніння духам предків) (частини 2 і 4 1823 року, Вільно; частина 3 1832 року, Париж; частина 1 [незавершена] посмертно в Dziela tom 3 ["Твори, том 3"] 1860 року, Париж). У другій частині Гусларж — гібрид священика, провидця і знахаря — викликає привидів для групи селян. Привиди нарікають на свої гріхи, а селяни пропонують допомогу. Нарешті привиди зникають — окрім одного, Привида, який відмовляється слухати Гуслара. У четвертій частині, в ніч на Задушки, відлюдник Ґустав несподівано з'являється в парафіяльному будинку, щоб розповісти священику історію свого нещасливого кохання. Він встромляє в себе кинджал, але не отримує поранення; потім пристрасно захищає язичницькі народні обряди Дзядів проти Церкви. Потім він зникає, залишаючи нам загадку, чи був він живим, чи привидом. Частина 3, написана після придушення Листопадового повстання 1830—1831 років, була патріотичним твором, але містить деякі фантастичні матеріали. У пролозі до Ґустава уві сні звертаються сатанинські та ангельські голоси, які розповідають йому про майбутнє; він стає борцем за свободу, змінюючи своє ім'я на Конрад. Пізніше Конрад розмовляє з Богом, намагаючись узурпувати частину Божої сили. У заключному розділі «Видіння отця Петра», написаному під сильним впливом Апокаліпсису, Конрад отримує прощення за свій злочин проти Бога від священика, який згодом формулює «Месіанську теорію»: Польща — це «Христос народів» і, як і Христос, повинен бути замучений і вбитий, перш ніж воскреснути, щоб відкупити світ.
Юліуш Словацький (1809—1849) написав «Баладу» (1839), трагедію у п'яти частинах. Це далеко не найкращий твір, але містить справжню бібліотеку фантастичних тем. Дія відбувається у Золотому столітті Польщі і має дві лінії, в обидві з яких втручаються надприродні сили. Перша розповідає про міфічного короля Попеля III, скинутого узурпатором, та його корону, яка є Талісманом, що гарантує силу його країни, родючість її полів тощо. Друга сюжетна лінія описує долю шляхтича Кіркора, який прагне відновити Попеля на троні.
Зигмунт Красінський (1812—1859) мав твори, що були важливими в тогочасних політичних дебатах. У його драмі «Іридіон» (1836), грек Іридіон за допомогою демонічної Массинісси піднімає криваву революцію проти занепалого Стародавнього Риму. Християнський єпископ перешкоджає його планам, переконуючи християн у війську Іридіона відступити, бо шлях до перемоги лежить не через насильство, а через безневинне мучеництво. Іридіон засуджений до багатовікового сну, після чого, за прямим наказом Бога, він прокидається і вирушає до Польщі, щоб мученицькою смертю воскресити країну.
Пізніше в XIX столітті, період позитивізму в Польщі, кілька письменників досліджували теми, подібні до Верна та Герберта Веллса, серед них Владислав Умінський, Влодзімєж Загорський і Сигурд Вишньовський. Однак, мабуть, найвідоміший польський письменник того часу, Болеслав Прус, використовував елементи наукової фантастики у своїй мейнстрімній художній літературі. Наприклад, його роман «Лялька» має «божевільного вченого», а також метал «легший за повітря». Подібні теми можна побачити в роботах колеги Пруса, Стефана Жеромського, з його «скляними будинками» в «Передмові» та його смертельними променями в «Розі».
На початку XX століття Єжи Жулавський був, мабуть, найпопулярнішим польським автором наукової фантастики з його «Місячною трилогією» (Trylogia Księżycowa), шедевром для свого часу та місця створення. Подібні твори створили Тадеуш Кончинський, Вацлав Ґонсіоровський та Марія Юлія Залеська. У відродженій Польській республіці (1918—1939) у цьому жанрі пішли інші письменники. Едмунд Крюгер і Казімеж Анджей Чижовський були відомі своїми багатьма книгами, адресованими молодшій аудиторії; Бруно Вінавер за його сатиричну позицію та Єжи Богдан Рихлінський і Фердинанд Антоні Оссендовський за їхнє катастрофічне бачення майбутньої війни. Нарешті, «Два кінці світу» Антонія Слонімського є чи не найвідомішим антиутопічним твором того часу.
Після Другої світової війни польська література протягом десятиліть була позбавлена фентезі, натомість замість нього заохочували наукову фантастику — частково з політичних причин, як і в інших країнах Східної Європи. Велика традиція польського фентезі була забута.

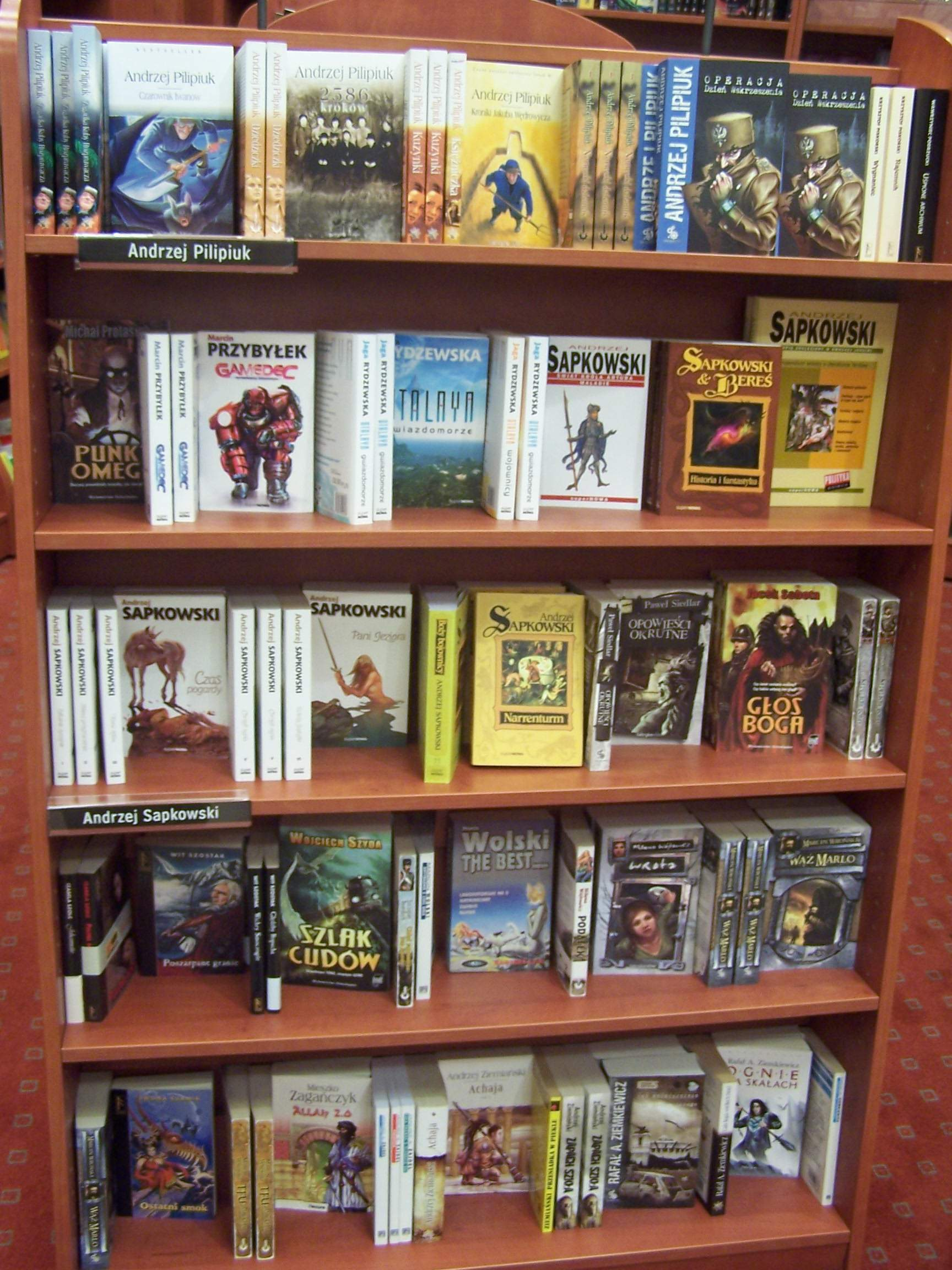
Полиці в книжковому магазині (Емпік, Катовіце), де тільки новинки фантастики та фентезі польських авторів на прізвища від П до Я (приблизно з першої половини 2006 року). Незважаючи на їхню популярність у Польщі, практично жодна з цих книжок не перекладена англійською.

Наприкінці 1970-х років у Польській Народній Республіці зародився жанр соціальної наукової фантастики (поль. fantastyka socjologiczna). У ці часи він зосереджувався на розвитку суспільств, де панували тоталітарні уряди. У цьому жанрі домінують Януш Зайдель (Limes Inferior, Paradyzja), Едмунд Внук-Липинський (трилогія Apostezjon), Адам Вишневський-Снерг і Марек Орамус. Деякі твори Станіслава Лема також можна віднести до цього жанру. Фантастичні сюжети книжок цього жанру зазвичай були лише приводом для аналізу структури польського суспільства і завжди були сповнені алюзій на реальність.
1980-ті роки ознаменувалися створенням першого польського літературного журналу, присвяченого фантастиці та фентезі, Fantastyka, пізніше перейменованого на Nowa Fantastyka. Заснована письменником і журналістом Адамом Голланеком, вона здобула популярність і стала тренувальною базою для деяких із найвидатніших польських письменників фентезі та наукової фантастики, зокрема Анджея Сапковського (серія «Відьмак»).
На початку 1980-х, відроджується польське фентезі — частково завдяки молодим письменникам, які бунтували проти усталених «майстрів» фантастики. Першим хітом стала, мабуть, «Твердиня трьох криниць» (1982) Ярослава Ґжендовича. Того ж року з'явилася перша з низки оповідань плідного Яцека Пєкари за якою послідувала трилогія «Імперія» («Imperium»), що планувалася як трилогія, але з якої з'явилися лише окремі частини: Smoki Haldoru («Дракони Халдору», 1987), перший том, за яким послідував омнібус, що містив цей том і Przeklety tron («Проклятий трон», 1989). Збірка «Скарби Століна» (збірка 1990) Рафала А. Земкевича, що містить дві фантастичні повісті — «Гребор Кудак» і «Скарби Століна» — стала своєрідною подією. Прекрасний письменник-фантаст, про що свідчать його надзвичайно емоційні, динамічні, політично забарвлені оповідання, Земкевич довгий час був голосом свого покоління; але його екскурс у фентезі був менш успішним. Його метою було створити фентезі на основі «слов'янського архетипу», але в результаті вийшло щось середнє між «Володарем перснів» і «Кржи зовци».
1980-ті також були часом випуску польських коміксів про фентезі та наукову фантастику, таких як комікс «Відьмак» і науково-фантастична серія коміксів «Фанкі Коваль».
Після революцій 1989 року, коли використання прикладів із реального світу в художній літературі стало безпечним у країнах колишнього Східного блоку, жанр значною мірою трансформувався в політичну фантастику, представлену такими письменниками, як Рафал Земкевич, хоча відгомін помітний у дуології Антиутопії / жорстка науково-фантастична 1990-х Томаша Колодзейчака.
У 1990-х роках стався вибух перекладів, насамперед із західної (англомовної) літератури. Найбільшим польським видавництвом, що спеціалізується на польській науково-фантастичній та фентезі-літературі, було SuperNOWA. Навколо та після 2002 року сцена змінилася, коли SuperNOWA втратила своє домінуюче становище, і з'явилося багато нових польських письменників, «покоління 2002». Помітно також збільшення кількості перекладів з неангломовних країн (російської, української, чеської).
Зараз значна частина польської наукової фантастики та фентезі нагадує звичну для англомовних письменників. У Польщі є багато письменників-фантастів, а також письменників-фентезистів, і їхні твори варіюються від альтернативних історій до жорсткої наукової фантастики. Найкращим міжнародно відомим польським письменником-фантастом, безперечно, є Станіслав Лем, хоча багатьох інших можна вважати світовим класом, їхні книги перекладено багатьма (переважно європейськими) мовами. Відносно мало наукової фантастики та фентезі польською мовою перекладено англійською мовою, незважаючи на те, що незліченну кількість англомовних письменників перекладено польською.

## Сучасні письменники
Серед сучасних польських письменників-фантастів і фентезі:

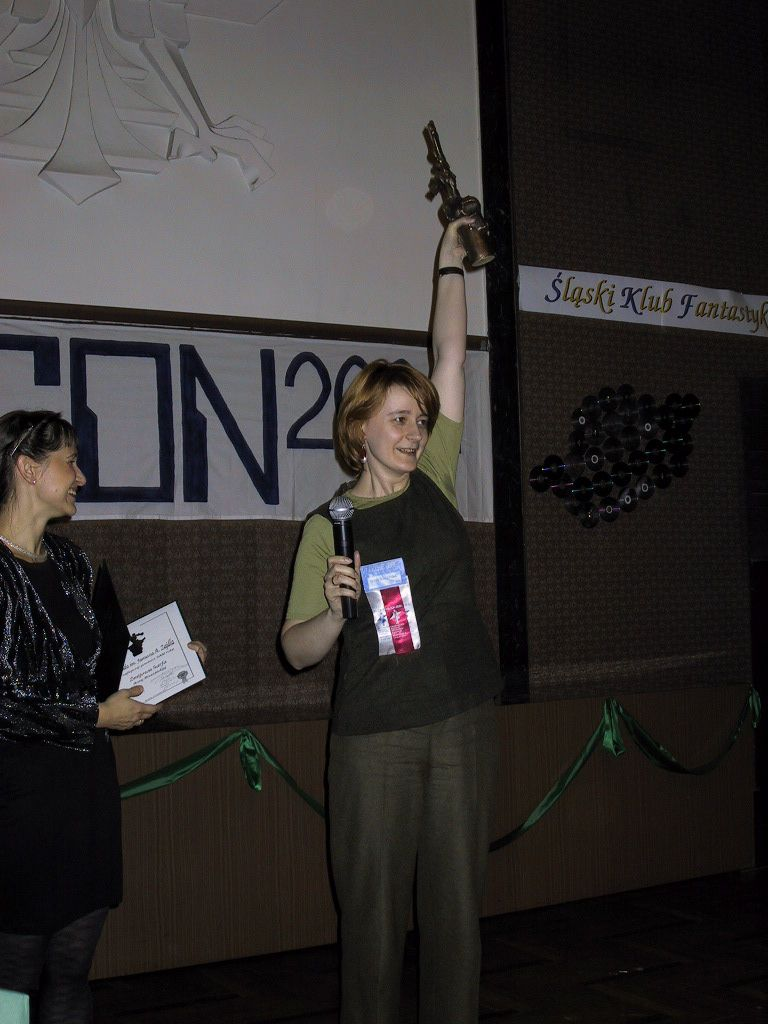
Анна Бжезинська на церемонії вручення премії імені Януша А. Зайделя на Полконі 2001 у Катовіце

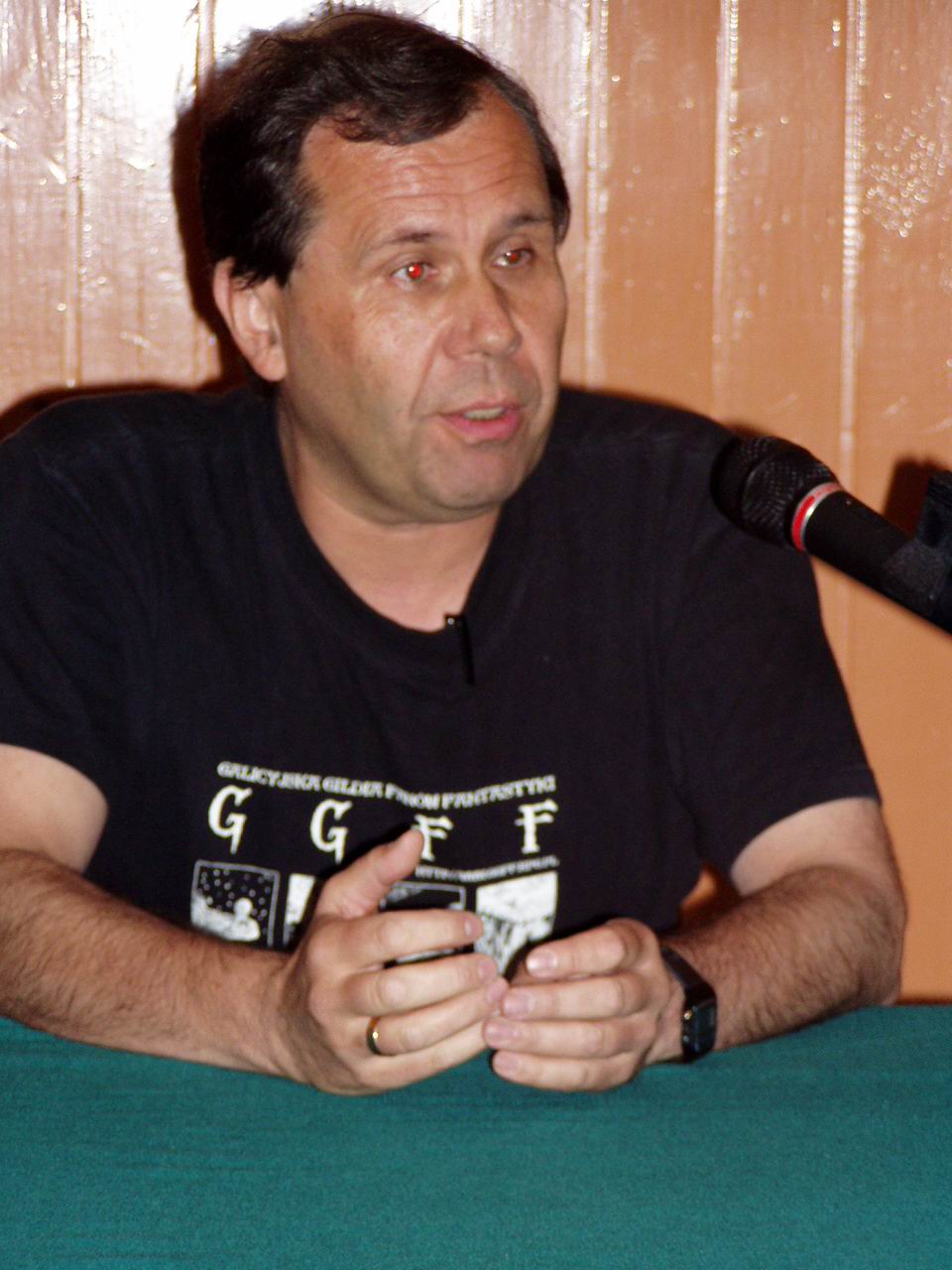
Марек С. Губерат на Полконі 2005

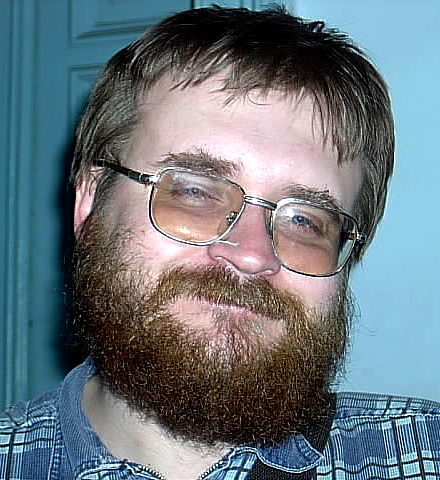
Анджей Піліп'юк

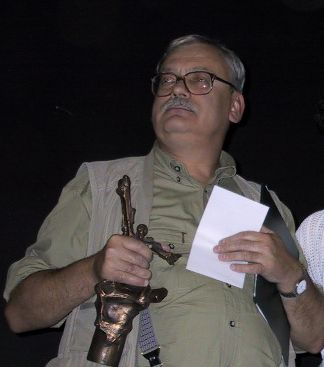
Анджей Сапковський

- Ева Бялоленцька
- Анна Бжезінська:[3] одна з наймолодших польських письменниць, відома своєю фентезійною сагою, перша книга якої (Zbójecki Gościniec) вийшла у 1999 році.
- Евґеніуш Дембський:[3] письменник фентезі та наукової фантастики, найбільш відомий за двома серіями — науково-фантастичними детективами Оdена Єйтса та гумористичними пригодами «лицаря-хамелеона» Гонделика.
- Яцек Дукай: один з найвідоміших письменників 1990-х і 2000-х років, лауреат багатьох нагород. Він відомий складністю своїх книг, і часто кажуть, що одне оповідання Дукая містить більше ідей, ніж багато інших письменників вклали у свої книги за все життя. Його книги, як правило, є жорсткою науковою фантастикою; популярні теми включають технологічну сингулярність, нанотехнології та віртуальну реальність. Серед його улюблених письменників — австралієць Грег Іген, і книги Дукая мають певну схожість з творами Ігана.
- Ярослав Ґжендович:[3] автор оповідань у жанрі фентезі, лауреат премії «Зайдель» за книгу та оповідання у 2005 році.
- Адам Голланек: письменник та журналіст, засновник журналу Fantastyka
- Анна Каньтох: польська письменниця-фантастка та авторка детективних творів. Частину своїх творів написала під псевдонімом «Аннеке». Є учасницею літературної групи «Harda Horda».
- Томаш Колоджейчак:[3] письменник-фантаст, сценарист, видавець і редактор книг, коміксів та рольових ігор.
- Марек Губерат:[3] автор багатьох оповідань, він зосереджується на гуманістичних аспектах (психології, почуттях, мотиваціях тощо) своїх персонажів.
- Майя Лідія Коссаковська:[3] письменниця-фантастка, її візитівкою є часта поява ангелів.
- Фелікс Крес:[3] найбільш відомий своїми двома циклами фентезійних творів: Księga całości («Книга цілості»), дія якої відбувається у світі під назвою Шерер, де коти і падальники, а також люди є розумними, та Piekło i szpada («Пекло і лопата»), похмуре фентезі, дія якого відбувається в альтернативному XVII столітті, де демони та істоти, старші за Сатану, відкрито взаємодіють з людством.
- Яцек Комуда: відомий своїми фентезійними історіями, дія яких відбувається в Речі Посполитій; його творчість часто нагадує історичний роман, хоча він не цурається надприродних елементів, таких як відьми та дияволи. Він також є одним з авторів рольової гри Дике поле, дія якої розгортається в той період.
- Станіслав Лем. Лем був найвідомішим польським письменником-фантастом (хоча він здебільшого припинив писати в жанрі наукової фантастики до 1990-х років) і єдиним, чиї твори були перекладені англійською мовою. Він часто заглиблювався у філософські роздуми про технології, природу інтелекту, неможливість взаємного спілкування та розуміння, а також про місце людини у Всесвіті. Іноді його твори подаються як художня література, щоб уникнути атрибутів академічного життя та обмежень читацької аудиторії і наукового стилю, тоді як інші мають форму есеїв та філософських книг.
- Конрад Левандовський[3]
- Лукаш Орбітовський
- Ромуальд Павляк[3]
- Яцек Пекара[3]
- Анджей Піліп'юк[3] найбільш відомий своїм гумористичною серією про Якуба Вендровича, екзорциста-алкоголіка і мимовільного супергероя. Нещодавно він розпочав ще одну популярну серію, що розповідає про пригоди трьох жінок: понад 1000-річної вампірки, 300-річної алхімічки-шляхтянки та її родички, колишньої польської таємної агентки Центрального бюро розслідувань (CBŚ). Постійним персонажем серіалу є алхімік Міхал Сендзівуй, а всесвіт — той самий, що й у Вендровича (який з'являється час від часу).
- Анджей Сапковський.[3] Сапковський — один з польських авторів-бестселерів, перекладений багатьма мовами світу (віднедавна й англійською), найбільш відомий завдяки серії фентезі «Відьмак». Головний герой серії — Ґеральт, вбивця-мутант, якого з дитинства тренують вистежувати і знищувати монстрів та інших неприродних істот. Ґеральт рухається в неоднозначному моральному всесвіті, але примудряється зберігати власний послідовний етичний кодекс. Одночасно цинічний і благородний, Ґеральт порівнюється з героєм Реймонда Чандлера Філіпом Марлоу. Світ, у якому відбуваються ці пригоди, багато в чому завдячує Дж. Р. Р. Толкієну, а також зазнав значного впливу польської історії та слов'янської міфології
- Яцек Собота[3]
- Віт Шостак
- Януш Зайдель став другим найпопулярнішим польським письменником-фантастом (після Станіслава Лема) до своєї раптової смерті у 1985 році.[5] Романи Зайделя створили основу польської соціальної фантастики та антиутопії. У своїх творах він змальовує тоталітарні держави та суспільства, що розпадаються. Його герої відчайдушно намагаються знайти сенс у навколишньому світі; іноді, як у «Циліндрі ван Троффа», вони є чужинцями з іншого часу чи місця, які намагаються пристосуватися до нового середовища. Основною повторюваною темою в його творах є порівняння похмурих, безнадійних ситуацій читачів з тим, що може статися в космічному середовищі, якщо ми перенесемо тоталітарні ідеї та звички в космічні світи: червоні космічні республіки або космічні трудові табори, або і те, і інше. Його ім'ям названа премія польського фендому імені Януша А. Зайделя.
- Рафал Земкевич.[3] У 1990-х роках був одним із найпопулярніших польських письменників-фантастів. За свої романи «Pieprzony los kataryniarza» (Довбана доля скотаря, 1995) і «Walc stulecia» (Вальс століття, 1998), а також оповідання «Śpiąca królewna» (Спляча королівна, 1996) був нагороджений престижною премією імені Януша Зайделя. Популярною темою його творів є доля Польщі і, ширше, Європи в найближчому майбутньому (від кількох до кількох десятків років). Його книги часто малюють майбутнє в темних тонах, показуючи, як Співдружність Незалежних Держав розпадається в громадянській війні, Європейський Союз стає безсилим перед обличчям ісламського тероризму, а хижацький капіталізм і політкоректність, доведені до абсурду, призводять до ерозії моралі та етики. Тому його книги часто класифікують як політичну та соціальну фантастику, хоча вони не дотягують до антиутопії.
- Анджей Зимняк[3]
- Анджей Земянський.[3] Зем'янський пише як наукову фантастику — з такими темами, як постапокаліптичний «Автобан до Познані» та альтернативну історію «Бомба Гейзенберга», так і фентезі, як, наприклад, його остання серія «Ачаджа».

## Видавці
Основним польським щомісячним журналом наукової фантастики та фентезі та найстарішим є Нова фантастика (Nowa Fantastyka) (виходив у 1982—1990 роках як Fantastyka). Ще один, заснований у 2001 році та діяв до 2012 року, був Science Fiction, який публікував переважно нові польські твори та мав менше перекладів, ніж Nowa Fantastyka. Станом на 2006 рік обидва мали тираж приблизно 8 000–15 000 примірників. Серед інших важливих журналів, які припинили випуск, — Fenix (1990—2001), SFinks (1994—2002) і Magia i Miecz (1993—2002). Деякі з них публікуються в Інтернеті у формі електронних журналів, зокрема Fahrenheit (1997–) та Esensja (2000–).
Є два великих польських видавництва, які спеціалізуються на польській фантастиці та фентезі, Fabryka Słów і Runa. SuperNOWA, колись домінуючий видавничий дім у цій галузі, тепер втратив значну частину своїх позицій. MAG і Solaris (з 2019 року Stalker Books) публікують переважно переклади, і в період, який вважається бумом для польського ринку наукової фантастики та фентезі, основні видавництва також дедалі частіше публікують такі твори. Книга, наклад якої перевищує 10 тис., у Польщі вважається бестселером.

## Фандом
Польські фанати наукової фантастики є відомими десятками науково-фантастичних конгресів по всій Польщі. Найбільший з них — Полкон (Polcon) (вперше проведений у 1982 році), інші відомі — Falkon, Imladris, Krakon і Nordcon. Конвенції наукової фантастики в Польщі де-факто майже завжди є «конвенціями наукової фантастики та фентезі» і часто сильно змішані з конвенціями рольових ігор. З іншого боку, хоча в Польщі також є кілька з'їздів манґи та аніме, вони зазвичай проводяться окремо від з'їздів любителів наукової фантастики та ігор. До найважливіших конференцій коміксів і наукової фантастики в Польщі належать Warsaw Comic Con і Міжнародний фестиваль коміксів та ігор у Лодзі.

### Літературні премії
- Премія Януша А. Зайделя (коротко відома як «Сфінкс»)
- Премія «Наутилус».
- Шльонкфа, нагорода найстарішого польського фандом-клубу Silesian Fantasy Club.
- Премія «Сфінкс», нагорода журналу SFinks
- Літературна премія Єжи Жулавського, заснована 2008 року на честь Єжи Жулавського

## Інші засоби медіа
Польська науково-фантастична творчість не мала великого впливу на недруковані медіа, такі як кіно, телебачення та комп'ютерні ігри, хоча в Польщі було знято кілька науково-фантастичних фільмів, фентезі та фільмів жахів, зроблено кілька ігор. Помітним винятком є Сексмісія, який став чимось на кшталт культового фільму в Польщі та широко транслювався за кордоном, наприклад у Великій Британії. Серед інших менш відомих прикладів — фільми Пйотра Шулькіна.
Наприкінці 2015-х серія комп'ютерних ігор Відьмак стала світовим бестселером.